# North Chevy Chase
North Chevy Chase è un villaggio degli Stati Uniti d'America, situato nello stato del Maryland, nella contea di Montgomery.